# Gjemselund Stadion
Il Gjemselund Stadion è lo stadio della società calcistica Kongsvinger Idrettslag Toppfotball. Ha una capacità di circa 5800 posti. 
Fino al 2008 è stato utilizzato anche per gli incontri di atletica leggera, avendo ottenuto la pista di gomma nel 1986. 
Lo stadio ha ospitato i Campionati norvegesi di atletica leggera nel 1968.  Nello stadio è stata installata una superficie in erba artificiale con riscaldamento sotterraneo prima della stagione 2009.